# 殷闻礼
殷闻礼（?—?），或作殷文礼，字大端，唐朝雍州鄠县（今陕西省西安市鄠邑区）人，殷不害的孙子，建安县男殷英童的儿子，颜思鲁的内兄，殷开山的堂弟，颜真卿的外高祖父。
殷闻礼有文学修养，唐高祖武德年间，袭封建安县男。历任太子中舍人、中书舍人、赵王友、兼侍读弘文馆学士。擅长书画。唐高祖命著作郎殷闻礼和中书令萧瑀、给事中王敬业修魏史，侍中陈叔达、秘书丞令狐德棻、太史令庾俭修周史，兼中书令封德彝、中书舍人颜师古修隋史，大理卿崔善为、中书舍人孔绍安、太子洗马萧德言修梁史，太子詹事裴矩、兼吏部郎中祖孝孙、前秘书丞魏徵修齐史，秘书监窦璡、给事中欧阳询、秦王文学姚思廉修陈史。殷闻礼修梁史，没有完成就去世了。有《殷闻礼集》十卷。

## 子
- 殷令名，建安县男
  - 殷仲容，武则天深爱其才。官至申州刺史
  - 殷氏，颜真卿祖母
- 殷令德
  - 殷子慎
- 殷令言
  - 殷子敬
    - 殷氏，颜真卿母亲
- 殷令威